# バターズ・ストッチ
バターズ・ストッチ（Leopold "Butters" Stotch）はアニメ『サウスパーク』に登場する人物である。

## 基礎データ
声 - 小形満（シーズン2以前）→すずき紀子、FOX版：武田華、Netflix版：川井田夏海 / 英 - マット・ストーン
本名：レオポルド・ストッチ（初期の姓はスワンソン）
性別：男性
誕生日：9月11日
学年：小学4年生
出身地：ハワイ（第16シーズン第11話で判明）
日本語吹き替え版での一人称：俺（WOWOW版）、僕（FOX版、Netflix版）

## 概要
スタンらの同級生。素直で子供らしい良心的なキャラクター。天然ボケで馬鹿正直で周りの空気を読めない。度を越したお人好しである一方で周囲の人間に染まりやすい一面もある。不幸体質とそれを感じさせないタフな精神を持つ。両手の拳同士を擦り合わせる癖がある。9歳相応の精神の持ち主ではあるが（周囲の子供たちの精神年齢があまりにも高いというのもあって）融通が効かないこと、女々しいことと鬱陶しい性格から、カートマンからはいじめの対象とされている。しかし、本人はそれがいじめであると言うことにあまり気づいていない。ただしカートマンを“意地悪な奴”とは理解している。だが、カートマンと行動を共にすることも多く、カートマンが彼と関わったばかりに散々な目に遭うこともある。また、カートマンの弱みを握るなど、やられてばかりではない食えない一面もある。9歳にして女性の陰部や豊満な尻が気になって仕方がない、AVを観て興奮するなど性的な興味はある。ダイエット広告に出演して儲けるため、太ることを強要された上に、瀕死状態に陥るまで脂肪吸引をされたりと、いじられキャラの度を超えている。親が異常に厳しく、明らかに虐待されているかのような描写が多々あり、頻繁に「外出禁止」を命じられている他、祖母からも暴力や恫喝を受けていることも判明している。ファミリーレストランのベニガンズとフットボール選手のジョン・エルウェイが大好き。純粋さゆえに非常に騙され易く子供キャバクラでは見事に貢がされていたが本人は貢いでいるという自覚はなかった。動物の着ぐるみ役を担当することが多く、セレブにペットとして連れ去られたり、彼の歌うプロモーションビデオがYouTubeにアップされ人気になったり、同性愛者から興味をもたれるなど（本人自身も混乱している）、そのルックスが騒動をもたらすこともしばしば。真面目にキメた写真をふざけた顔をするなと先生はおろか両親にまで叱られたことも。
周りに流されたり誘導されやすく、操られやすい主体性のない人物に見えるが、たまにエピソードのまとめ役として周囲に自分の意志を強く表すこともある（第5シーズン14話「バターズ☆ベリーマッチ」、第11シーズン2話「Cartman Sucks」など）。他人の言うことを疑うことなく信じる純真さと、愚直に物事を完遂する意思の強さが同居しており、そのため彼が主役級の活躍をするエピソードでは、他人に吹き込まれたことをそのまま信じて行動し事態を大きくしてしまう、というものが多い。映画『ロード・オブ・ザ・リング』と間違えて渡されたアダルトビデオをROTRの真作と信じて見続けようとしたり、夢精のことを「あふれ出た幸せのトロトロ」という父の婉曲な説明を信じて、その「幸せ」の販売を始めてしまったり(しかし、後にスタンの父ランディにバレて父親から謹慎という名目の虐待を受けた)有料でキスをさせていた女の子と出会ったのをきっかけに風俗斡旋業を本格的に起業したこともある。
計算力は高いようで第7シーズン9話「イカす!? バンド成金 やりー」（Christian Rock Hard）で1億8千万人×12ドル95セント＝23億3千百万ドルを一瞬で計算した。「勉強ばっかするやつ」と言われていたり、スタンに勉強を教えていたことから頭は良いと推測できる。一度野球スタジアムのスクリーンをハッキングするなど、コンピュータ関係の知識も持ち合わせているようである。
タップダンスが非常に得意だが、タップダンスのコンテストで靴が足から外れてしまい、ステージにあった器物を落下させて8人の死者（死亡した妊婦のお腹の中の胎児と後の自殺者2名を含めると11人）を出した。そしてその後、スタンらと組んで出場したダンスの試合では、更に6人の死者を出してしまった経験がトラウマになっている。第16シーズン11話にて初めてゴルフボールを打ったにもかかわらずハワイ島にやって来た観光客が乗るフェリーの船長に玉が命中し、沈没させて乗客乗務員全員が死亡した（しかしこれは事故ではなく意図して起こした事故であるため「死亡した」よりも「殺害した」という表現の方が正しい）。
他にも、即興でドラムを叩いたり、アニメーション用の切り絵を製作したりと、手先もかなり器用なようである。しかし、臆病な性格もあってか、射撃は得意ではないようだ。また、キス未体験であることを馬鹿にされ、同じ小学校に通うサリー・ドーソンに金を支払い、キスをしてもらった。その後、金を払って女の子にキスをする「キス・カンパニー」を立ち上げる。
初期は非常に目立たないキャラクターで（吹き替えの声優が別人であったこともある）、シーズン3に登場した際にはスタンからは嫌そうな顔をされるなど、嫌われているキャラクターだった。また当初は悪ガキといった感じで、滑舌の悪い話し方が特徴であった。日本語吹き替え版では、シーズン4以前とシーズン5以降では声のトーンが異なる。第6シーズン以降ケニーが1シーズンまるまる死んでいたため、代役を勤め、ケニーが生き返ってからもその位置に定着しており、死にこそしない（ただし死にかけまでは行くことが多くよく病院の入退院を繰り返している）が今までケニーがカートマンなどから受けてきたような酷い仕打ちの大半をバターズが請け負う形になって主人公4人に次ぐ存在感を獲得している。ケニーの後釜が務まるか否かで、4人から厳しい試練を課されテストされた。ニックネームである"バターズ"（Butterscotchに由来）は、同級生はもちろん、本人自身や親子間の会話でも使用する名前である。そのため、本名のレオポルドと呼ばれることは極めて稀で、同級生たちも彼の本名を聞かされてもピンとこなかった。
また、第6シーズン第6話では、ケニーの代役を外された怒りでスーパーヴィラン「プロフェッサー・カオス」に変身して世界を混沌に導こうとする。以後、何度かプロフェッサー・カオスとして悪事を試みるが、その内容は些細な悪戯程度のものであり誰も被害に遭わない。しかし、「行おうとした悪事を、先に『ザ・シンプソンズ』が行っていると指摘され未遂に終わる」「本物の手裏剣を投げられ目に刺さる」など、逆に自分の方が悲惨な目に遭っていることが多い。もっともプロフェッサー・カオスに限らず、バターズにはごっこ遊びを好む傾向があり、刑事や郵便屋なども演じているが、それを多重人格と勘違いされ精神科医のカウンセリングを受けさせられたこともある（第15シーズン6話「金峰寿司開店」）。
第16シーズン第14話でアーモンドアレルギー持ちだということが判明した（アーモンドを一粒飲み込むだけで泡を吹いて気絶し、病院では唇を真っ赤に腫らして声がケニーと同じくらい聞き取りにくくなるため、重度である可能性が高い）。

## 人間関係
主役の4人の中でカートマンとケニーがベストフレンドである。
シーズン19でカナダ人のシャーロットという彼女ができるが、その後破局する。